# Chipre en los Juegos Paralímpicos de Sídney 2000
Chipre estuvo representado en los Juegos Paralímpicos de Sídney 2000 por cuatro deportistas, tres hombres y una mujer. El equipo paralímpico chipriota no obtuvo ninguna medalla en estos Juegos.